# ツランの呪い
ツランの呪い（ツランののろい、ハンガリー語: Turáni átok）とは、ハンガリー人が何世紀にもわたって悪意ある呪いの影響下にあるという伝説。この「呪い」は、内なる争い、悲観主義、不幸、そして数々の歴史的大惨事として現れるとされる。

## 起源
「ツランの呪い」という語句が最初に文書に記されたのは、フェレンツ・ヘルツェグの著作の中にあった。
この伝説はおそらく19世紀後半に始まったもので、それ以前に言及されたものは知られていない。

### キリスト教と異教

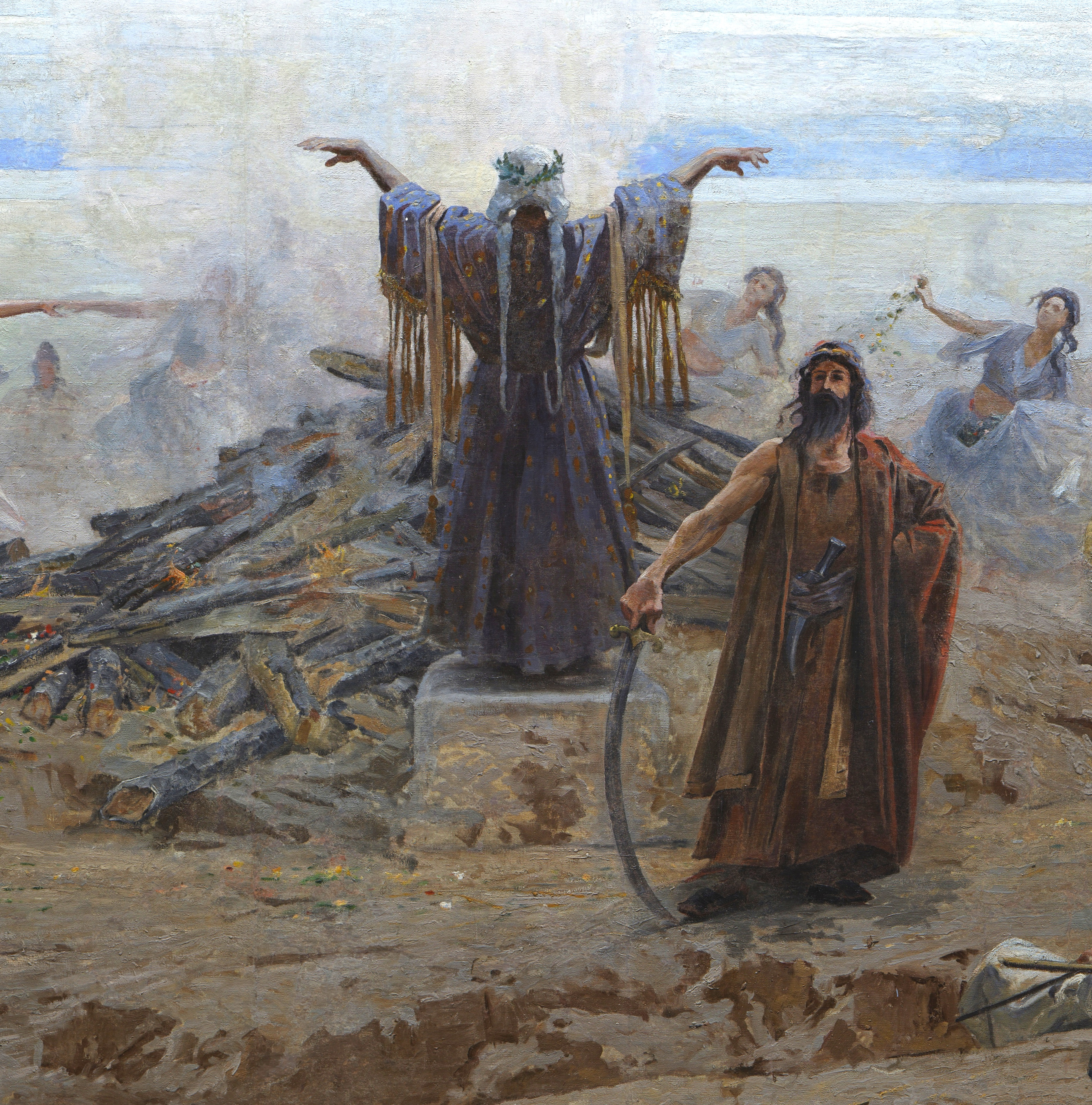
タールトシュ

おそらく最も一般的な起源説は、西暦1000年にハンガリーがイシュトヴァーン王の治世下でキリスト教に改宗したことから呪いが生じたというものである。キリスト教に敗北したハンガリーの伝統的な宗教のシャーマンであるタールトシュたちは、キリスト教国家ハンガリーに永久に、あるいはおそらく1000年間続く呪いをかけたという。

### 1848年の革命
別の説では、この呪いは1848年のハンガリー革命の失敗後の1850年代に伝説として作られ、抑圧的な10年間の圧倒的な悲観主義を反映したものだという。

## 国家的大惨事
ハンガリーの歴史におけるいくつかの悲劇的な出来事は、伝統的に国家的大惨事、つまりツランの呪いの現れであると考えられている。
- モヒの戦い（1241年） - モンゴル帝国の侵攻により壊滅的な被害を受け、深刻な人口減少に陥った。
- モハーチの戦い（1526年） - オスマントルコの侵攻に対して決定的な敗北を喫し、その後約150年間（1686年まで）にわたり、オスマン帝国が国の中央部を支配した。
- ラーコーツィの独立戦争（1703年 - 1711年）
- 1848年革命の鎮圧（1849年） - ハプスブルク家とロシア軍に敗北し、15年間に渡る厳しい弾圧が続いた。
- トリアノン条約（1920年） - 第一次世界大戦後の国境の再定義。ハンガリーは領土の約72%を失う。
- 第二次世界大戦（1939年～1945年）
- 1956年のハンガリー動乱はソ連軍によって鎮圧され、厳しい報復と多くのハンガリー人の大量脱出を招いた。

## 現在
この呪いは、個人レベルでも多くの問題を引き起こしているとされてきた。その中には、ハンガリーの自殺率の高さも含まれる。1980年代半ば、ハンガリーは国別自殺率でトップだった。ハンガリー人の平均寿命は、旧ソ連諸国を除いて、 ヨーロッパで3番目に短い。

## 語源
ツラン（ハンガリー語：Turán）はペルシャ語のتورانに由来し、中央アジアの草原、トゥルの地を指す。この語源は古代の王の名前に由来している可能性があり、「Turk」の語源でもある可能性がある。伝統的にマジャル人は18世紀末までトルコ人であると考えられていた。ツランの呪いの伝説に人気があった19世紀には、芸術家たちはハンガリーの民俗芸術にアジアの特徴を探し、それを「ツランのモチーフ」と呼んだ。

## 文学
この呪いはハンガリー文学で人気のテーマとなった。19世紀のロマン派詩人、ヴェレシュマルティ・ミハーイが1832年に書いた詩では、呪いの起源を、古代ハンガリーの領土をめぐって繰り広げられた血なまぐさい戦争として説明している。
```
呪い

「諸君！」と、昔、災いの神パノンは言った。
「汝らに幸福な土地を与える。その土地が欲しければ、そのために戦うべきだ。」
偉大で勇敢な国々は、その土地のために果敢に戦い、
ついにマジャル人は血みどろの勝利を収めた。
しかし、人々の心には争いが残った。この呪いの下では、国は決して幸福になれないのだ。
```

## ハンガリーの呪い
フィナンシャル・タイムズの報道記事によると、「ハンガリーが加わった勢力は尽く崩壊する」という伝説があると言う（例：オスマン帝国、神聖ローマ帝国およびハプスブルク帝国、オーストリア・ハンガリー帝国および中央同盟国、枢軸国、東側陣営）。
現在、ハンガリー共和国は国際連合、欧州連合、北大西洋条約機構の加盟国である。